# Nanci Griffith
Nanci Caroline Griffith (Seguin (Texas), 6 de julio de 1953 - Nashville, 13 de agosto de 2021) fue una cantautora, guitarrista y artista discográfica estadounidense.

## Carrera
Griffith nació en Seguin, Texas y su carrera ha abarcado una gran variedad de géneros musicales, predominantemente country, folk, americana y lo que se denomina "folkabilly." Griffith ganó un Grammy al Mejor Àlbum de Folk Contemporáneo, en 1994 para su registro, Other Voices, Other Rooms. En este álbum Griffith interpreta las canciones de artistas que son sus influencias más importantes. Una de sus canciones más conocidas es "Desde una Distancia," que fue escrita y compuesta por Julie Gold, a pesar de que la versión de Bette Midler consiguió un éxito comercial mayor. De modo parecido, otros artistas ocasionalmente han conseguido un éxito mayor que Griffith con canciones que ella escribió o coescribió. Por ejemplo, Kathy Mattea tuvo un hit en 1986 con una versión de la canción de Griffith "Love at the Five and Dime" y Suzy Bogguss tuvo uno de sus más grandes éxitos con la canción de Griffith y Tom Russell  "Outbound Plane".
En 1994, Griffith colaboró con Jimmy Webb para contribuir con la canción "Si Estas Viejas Paredes Pudieran Hablar" al álbum a beneficio de la lucha contra el sida el Red Hot + Country, producido por la Red Hot Organization. Griffith es una superviviente de cáncer de mama, que le fue diagnosticado en 1996 y de cáncer de tiroides en 1998.
El cantautor Christine Lavin recuerda la primera vez que vio a Griffith actuar:
"Fui golpeado por lo perfecto que era su canto, su manera de tocar y de actuar. Me di cuenta de que quien conseguía esto era alguien que era una profesional completa. Evidentemente había trabajado largo tiempo para conseguir ser tan buena".
En años recientes, Griffith ha girado con varios artistas, incluyendo la banda de Buddy Holly, Los Criquets; John Prine; Iris DeMent; Suzy Bogguss y Judy Collins. Griffith tiene grabados dúos con muchos artistas, entre ellos Emmylou Harris, Mary Black, John Prine, Don McLean, Jimmy Buffett, Dolores Keane, Willie Nelson, Adam Duritz (cantante de Counting Crows), Los Chieftains y Darius Rucker (cantante líder de Hootie & the Blowfish). También ha contribuido en vocales de fondo en muchos otros registros.
Griffith tuvo un severo 'bloqueo de escritor' de 2004 hasta 2009 en que publicó su álbum The Loving Kind, el cual contuvo nueve selecciones escritas enteramente por ella o colaboraciones.
Después de varios meses de gira en 2011, los miembros de la banda de Griffith: The Kennedys (Pete & Maura Kennedy) empaquetaron su estudio de grabación profesional de Manhattan y lo reubicaron en Nashville, donde lo instalaron en casa de Nanci. Allí, Griffith y su equipo de respaldo, incluyendo Pete & Maura Kennedy y Pat McInerney, coprodujeron su álbum, Intersecciones en el curso del verano. El álbum incluye varias canciones originales nuevas y fue publicado en abril de 2012.

## Premios
Griffith ganó en 1994 el Grammy Award como Best Contemporary Folk Album por Other Voices, Other Rooms. En 2008, la Americana Music Association le concedió su Americana Trailblazer Award; Lyle Lovett lo había obtenido antes que ella.

## Banda (The Blue Moon Orchestra)
Miembros actuales
- Nanci Griffith —  vocales, guitarra
- Pat McInerney — Percusión
- Maura Kennedy — vocales de respaldo, guitarra
- Pete Kennedy — guitarra, vocales de respaldo

Miembros anteriores
- J.T. Thomas — Bajo; vocales
- Thomm Jutz — Guitarra, vocales
- James Hooker — Piano, B-3, teclados, vocales
- Le Ann Etheridge — Vocales, bajo, guitarra de ritmo
- Lee Satterfield — Vocales, guitarra de ritmo, mandolina
- Clive Gregson — Guitarra, vocales
- Doug Lancio — guitarra eléctrica
- Ron De La Vega — Bajo, chelo
- Fran Breen — Batería
- Steve Smith --- Batería
- Philip Donnelly — Guitarra

Vocalistas invitados:
- Emmylou Harris
- Iris Dement
- Lyle Lovett — Respaldando vocales

## Vida personal
Su novio del instituto, John, murió en un accidente de motocicleta después de llevarla al baile de graduación y posteriormente ha inspirado muchas de sus canciones. Griffith estuvo casada con el cantautor Eric Taylor de 1976 a 1982. Desde los primeros 90 está comprometida con el cantautor Tom Kimmel, pero nunca se han casado.

## Muerte
Griffith murió en Nashville el 13 de agosto de 2021, a la edad de 68 años.

## Discografía

### Álbumes de estudio
| Año                                     | Álbum                                        | Peak chart positions | Peak chart positions | Peak chart positions | Sello      |
| Año                                     | Álbum                                        | US Country           | US                   | UK                   | Sello      |
| --------------------------------------- | -------------------------------------------- | -------------------- | -------------------- | -------------------- | ---------- |
| 1978                                    | There's a Light Beyond These Woods           | —                    | —                    | —                    | B.F. Deal  |
| 1982                                    | Poet in My Window                            | —                    | —                    | —                    | Featherbed |
| 1984                                    | Once in a Very Blue Moon                     | —                    | —                    | —                    | Philo      |
| 1986                                    | The Last of the True Believers               | —                    | —                    | —                    | Philo      |
| 1987                                    | Lone Star State of Mind                      | 23                   | —                    | —                    | MCA        |
| 1988                                    | Little Love Affairs                          | 27                   | —                    | 78                   | MCA        |
| 1988                                    | One Fair Summer Evening                      | 43                   | —                    | —                    | MCA        |
| 1989                                    | Storms                                       | 42                   | 99                   | 38                   | MCA        |
| 1991                                    | Late Night Grande Hotel                      | —                    | 185                  | 40                   | MCA        |
| 1993                                    | Other Voices, Other Rooms                    | —                    | 54                   | 18                   | Elektra    |
| 1994                                    | Flyer                                        | —                    | 48                   | 20                   | Elektra    |
| 1997                                    | Blue Roses from the Moons                    | —                    | 119                  | 64                   | Elektra    |
| 1998                                    | Other Voices, Too (A Trip Back to Bountiful) | —                    | 85                   | —                    | Elektra    |
| 1999                                    | The Dust Bowl Symphony                       | —                    | —                    | —                    | Elektra    |
| 2001                                    | Clock Without Hands                          | —                    | 149                  | 61                   | Elektra    |
| 2002                                    | Winter Marquee                               | 45                   | —                    | —                    | Rounder    |
| 2004                                    | Hearts in Mind                               | —                    | —                    | —                    | New Door   |
| 2006                                    | Ruby's Torch                                 | —                    | —                    | —                    | Rounder    |
| 2009                                    | The Loving Kind                              | —                    | —                    | —                    | Rounder    |
| 2012                                    | Intersection                                 | —                    | —                    | —                    | Hell No    |
| "—" denotes releases that did not chart |                                              |                      |                      |                      |            |

### Álbumes de recopilación
| Año                                     | Álbum                                                                        | Peak positions | Sello |
| Año                                     | Álbum                                                                        | UK             | Sello |
| --------------------------------------- | ---------------------------------------------------------------------------- | -------------- | ----- |
| 1993                                    | The MCA Years: A Retrospective                                               | —              | MCA   |
| 1993                                    | The Best of Nanci Griffith                                                   | 27             | MCA   |
| 1997                                    | Country Gold                                                                 | —              | MCA   |
| 2000                                    | Wings to Fly and a Place To Be: An Introduction to Nanci Griffith            | —              | MCA   |
| 2001                                    | 20th Century Masters – The Millennium Collection: The Best of Nanci Griffith | —              | MCA   |
| 2002                                    | From a Distance: The Very Best of Nanci Griffith                             | —              | MCA   |
| 2003                                    | The Complete MCA Studio Recordings                                           | —              | MCA   |
| "—" denotes releases that did not chart |                                                                              |                |       |

### Singles
| Año                                     | Sencillo                               | Peak chart positions | Peak chart positions | Álbum                                   |
| Año                                     | Sencillo                               | US Country           | CAN Country          | Álbum                                   |
| --------------------------------------- | -------------------------------------- | -------------------- | -------------------- | --------------------------------------- |
| 1986                                    | "Once in a Very Blue Moon"             | 85                   | —                    | Once in a Very Blue Moon                |
| 1987                                    | "Lone Star State of Mind"              | 36                   | —                    | Lone Star State of Mind                 |
| 1987                                    | "Trouble in the Fields"                | 57                   | 43                   | Lone Star State of Mind                 |
| 1987                                    | "Cold Hearts/Closed Minds"             | 64                   | —                    | Lone Star State of Mind                 |
| 1987                                    | "Never Mind"                           | 58                   | —                    | Little Love Affairs                     |
| 1988                                    | "I Knew Love"                          | 37                   | —                    | Little Love Affairs                     |
| 1988                                    | "Anyone Can Be Somebody's Fool"        | 64                   | —                    | Little Love Affairs                     |
| 1989                                    | "It's a Hard Life Wherever You Go"     | —                    | —                    | Storms                                  |
| 1989                                    | "I Don't Wanna Talk About Love"        | —                    | —                    | Storms                                  |
| 1991                                    | "Late Night Grande Hotel"              | —                    | —                    | Late Night Grande Hotel                 |
| 1993                                    | "Speed of the Sound of Loneliness"     | —                    | —                    | Other Voices, Other Rooms               |
| 1994                                    | "This Heart"                           | —                    | —                    | Flyer                                   |
| 1995                                    | "Well...All Right" (with The Crickets) | —                    | 87                   | Not Fade Away (Remembering Buddy Holly) |
| 1997                                    | "Maybe Tomorrow"                       | —                    | —                    | Blue Roses from the Moons               |
| 1997                                    | "Gulf Coast Highway"                   | —                    | —                    | Blue Roses from the Moons               |
| 1999                                    | "These Days in an Open Book"           | —                    | —                    | The Dust Bowl Symphony                  |
| "—" denotes releases that did not chart |                                        |                      |                      |                                         |

## Vídeos
- Bob Dylan: The 30th Anniversary Concert Celebration Sony VHS (1993)
- Other Voices, Other Rooms Elektra Video VHS (1993)
- Winter Marquee Rounder/Universal DVD, Widescreen, (2002)
- One Fair Summer Evening...Plus! Universal Music & VI DVD, Fullscreen, (2005)

### Vídeos de música
| Año  | Video                                                | Director        |
| ---- | ---------------------------------------------------- | --------------- |
| 1988 | "I Knew Love"                                        | Michael Salomon |
| 1989 | "It's a Hard Life Wherever You Go"                   | Willy Smax      |
| 1991 | "Late Night Grande Hotel"                            | Sophie Muller   |
| 1993 | "Speed of the Sound of Loneliness" (with John Prine) | Rocky Schenck   |
| 1996 | "Well...All Right" (with The Crickets)               |                 |